# Poksjenga
Poksjenga (russisk: Покшенга, tr. Poksjenga) er en flod i Arkhangelsk oblast i Rusland og en af bifloderne til Pinega i den nordøstlige del af Nordlige Dvinas flodsystem. Floden har en længde på 170 km og et afvandingsareal på 4.960 km². Poksjenga fryser til ved månedsskiftet oktober/november og åbner ved månedsskiftet april/maj. Poksjenga benyttes til tømmerflådning.